# داميان ماجي
داميان ماجي (بالإنجليزية: Damien Magee)‏ هو سائق فورمولا 1 ومهندس بريطاني، ولد في 17 نوفمبر 1945 في بلفاست في المملكة المتحدة.